# Beskides poloninos

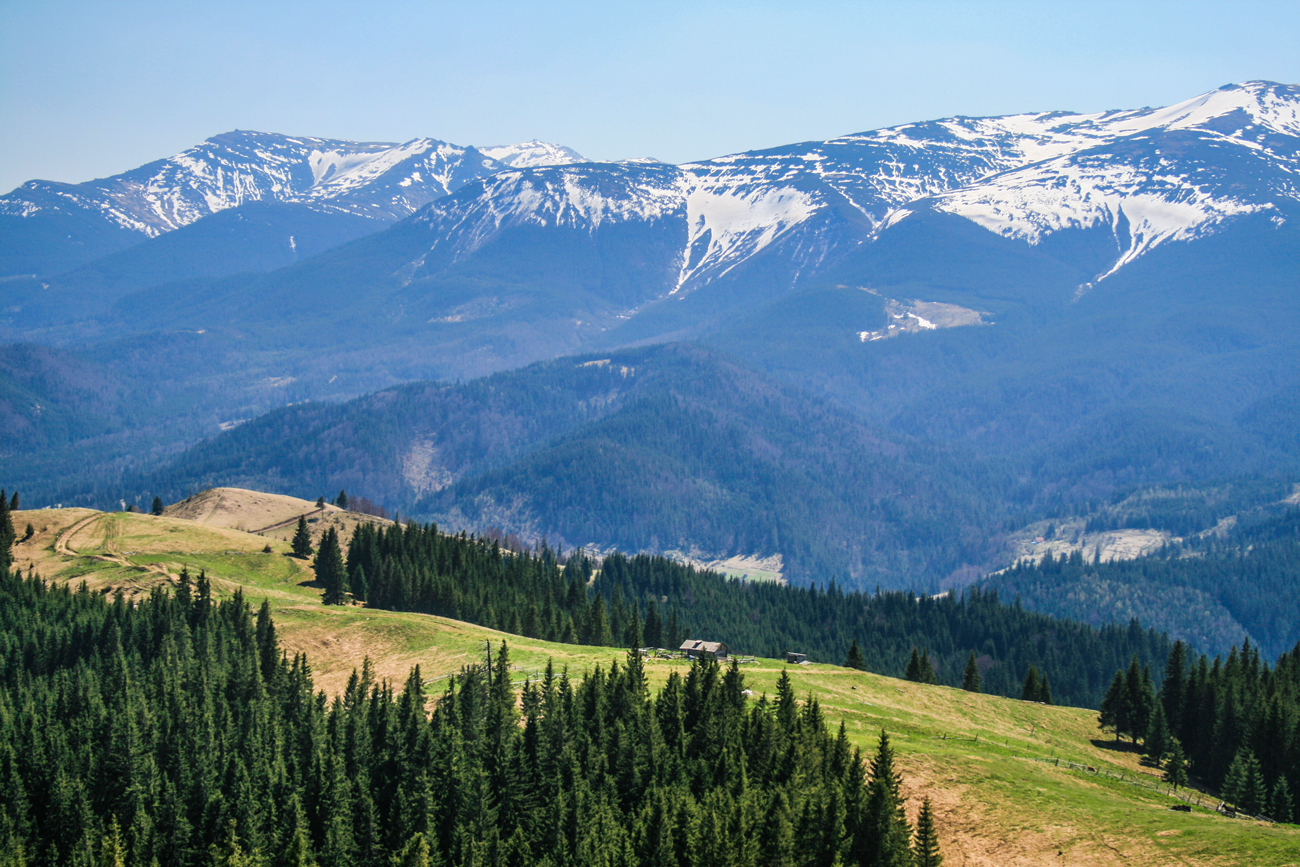
La montaña Chornohora

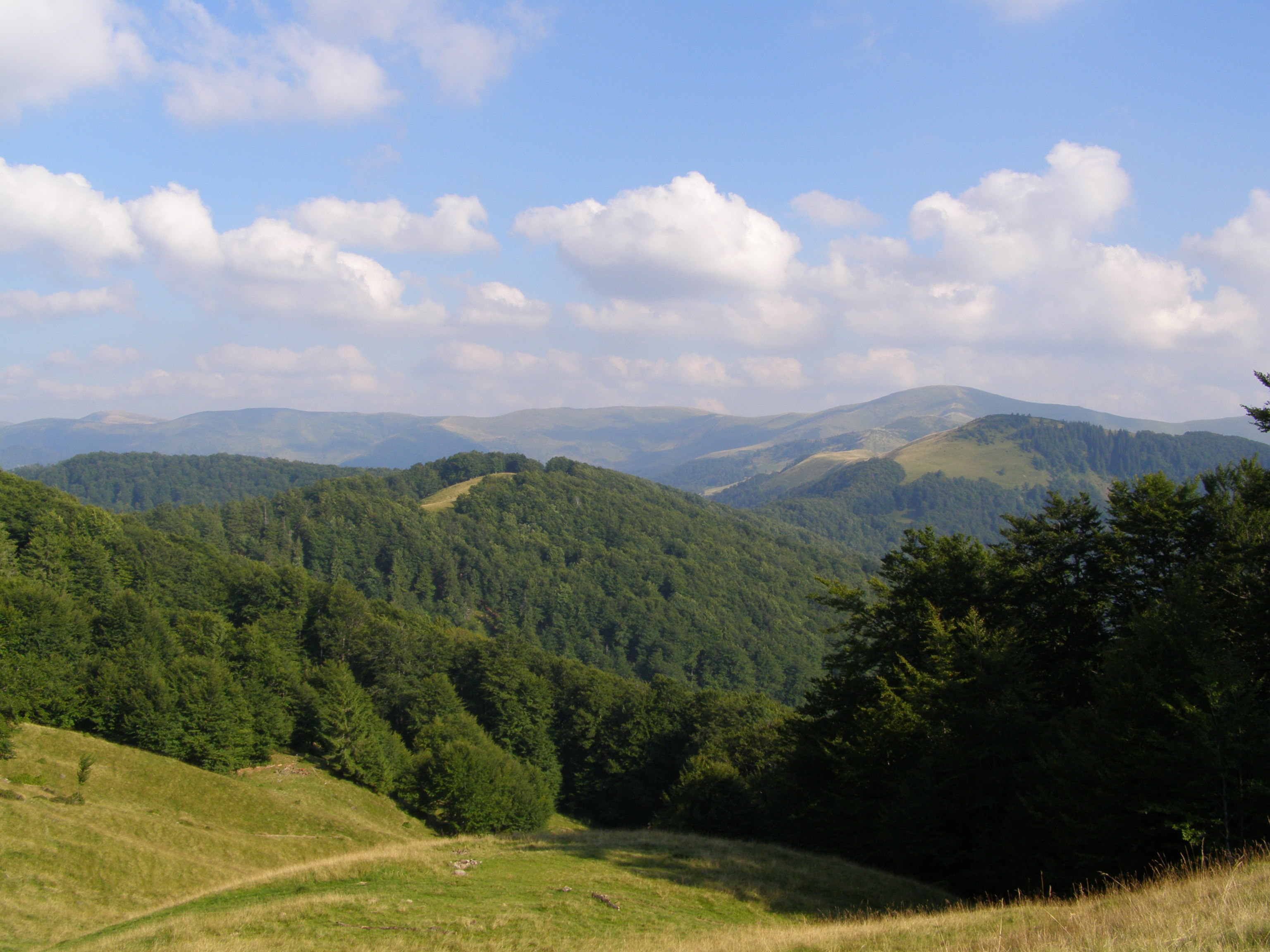
La montaña Svydovets

Los Beskides poloninos (en ucraniano: Полонинські Бескиди; en polaco: Beskidy Połonińskie) son un grupo geológico de cordilleras de los Cárpatos Orientales, dentro de los Cárpatos Orientales Exteriores. Es una de las dos cordilleras paralelas de los Beskids orientales, situadas en la parte occidental de la Ucrania moderna. Se extienden en paralelo a los Beskides boscosos en el noreste, y a la zona de Vihorlat-Gutin en el suroeste.
El nombre de esta cordillera deriva del término eslavo polonyna, que designa un tipo particular de praderas montañosas, características de esas zonas de los Cárpatos. Así, el propio término polonyne o polonynian Beskids se traduce como Prados de los Cárpatos. En la terminología polaca y ucraniana, esta cordillera se denomina comúnmente "Beskids poloninianos" (ucraniano: Полонинські Бескиди; polaco: Beskidy Połoniński), mientras que en Eslovaquia se define también en un sentido mucho más amplio, bajo el término local Poloniny (eslovaco: Poloniny). El alcance territorial de todos esos términos varía según las diferentes clasificaciones y tradiciones.

## Subdivisiones

Los Beskides poloninos, marcados en color rojo y etiquetados con la letra C, de c6 a c12

- Smooth Poloninos (PL: Połonina Równa; UK: Полонина Рівна) → c6
- Poloninos de Borzhava (PL: Połonina Borżawska; UK: Полонина Боржава) → c7
- Poloninos de Kuk (PL: Połonina Kuk; UK: Полонина Кук) → c8
- Poloninos Rojos (PL: Połonina Czerwona; UK: Полонина Красна) → c9
- Svydovets (PL: Świdowiec; UK: Свидівець) → c10
- Chornohora (PL: Czarnohora; UK: Чорногора) → c11
- Montañas Hrynyavy (PL: Połoniny Hryniawskie; UK: Гриняви) → c12

## Véase también

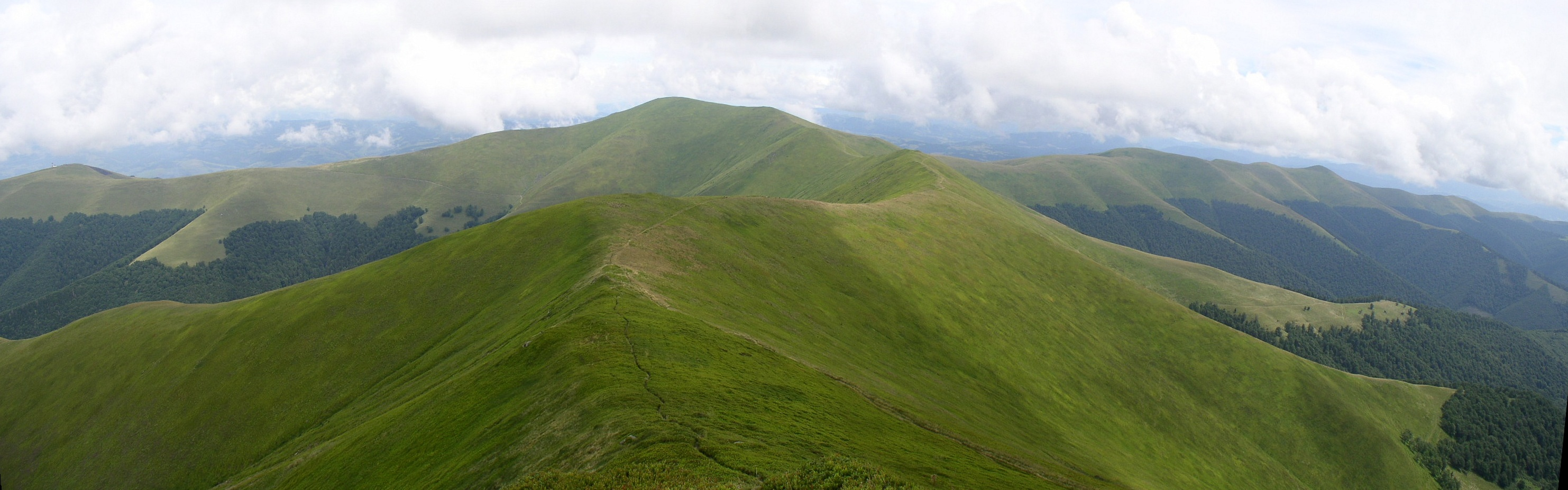
Poloninos de Borzhava en los Beskides poloninos